# Hagen (Mondkrater)
Hagen ist der Name eines stark erodierten Kraters auf der Rückseite des Mondes. 
Der Krater liegt im Norden des großen Planck-Kraters und südwestlich des Pauli-Kraters. Der südöstliche Kraterwall ist vom Nebenkrater Hagen J  überlagert, im westliche Rand ist vom Nebenkrater Hagen S gezeichnet. Östlich der Kratermitte findet sich Hagen C.
| Buchstabe | Position            | Durchmesser | Link |
| --------- | ------------------- | ----------- | ---- |
| C         | 48,28° S, 136,08° O | 20 km       |      |
| J         | 49,14° S, 137,96° O | 43 km       |      |
| P         | 52,66° S, 133,54° O | 19 km       |      |
| Q         | 50,32° S, 133,27° O | 14 km       |      |
| S         | 48,78° S, 133,95° O | 21 km       |      |
| V         | 47,33° S, 133,17° O | 13 km       |      |

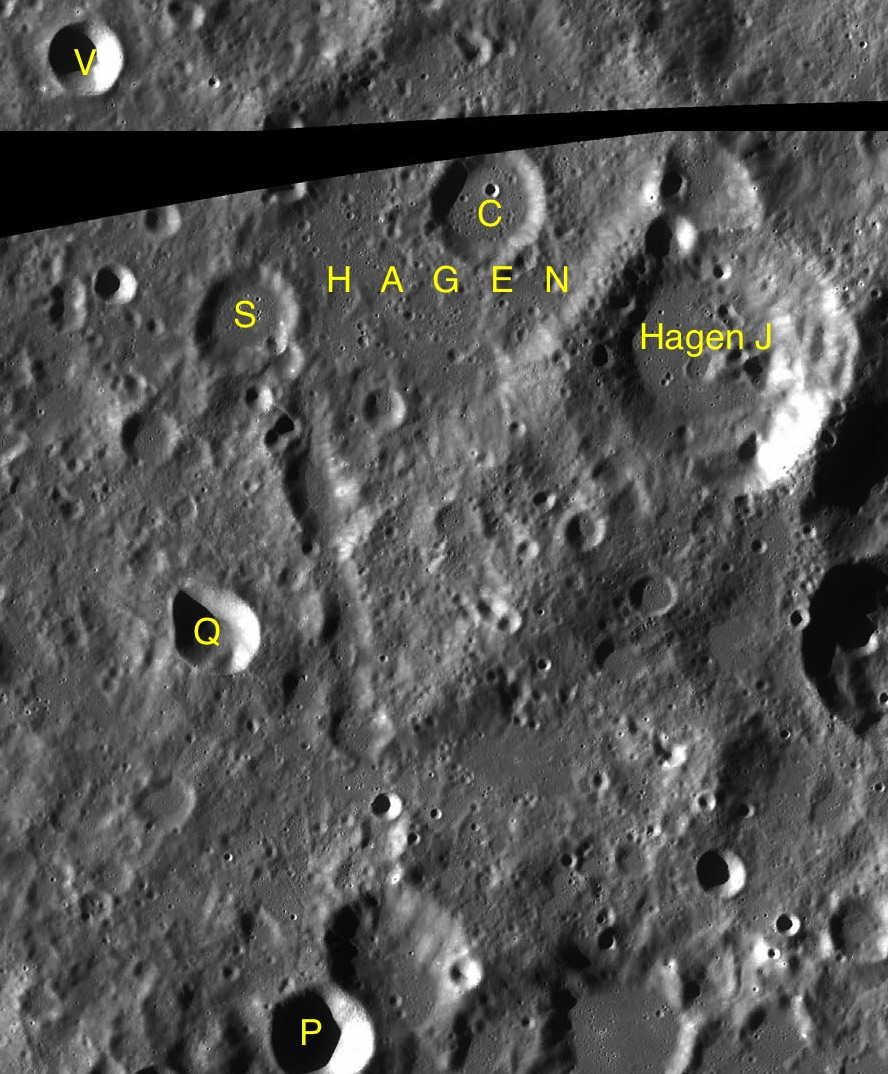
Hagen mit seinen Nebenkratern

Der Krater erhielt 1970 seinen Namen zu Ehren von Johann Georg Hagen, dem langjährigen Direktor des Vatikan-Observatoriums.